# Schlupf (Kleidung)
Schlupf… bezeichnet Kleidungsstücke, die zum Anziehen nicht geöffnet werden müssen, sondern einfach übergezogen werden können. Es sind einfach geschnittene, funktionelle Kleidungsstücke aus nicht-elastischem Material, die in nur wenigen Größen oder in Einheitsgröße gefertigt werden. Sitz und Anpassung an den jeweiligen Träger wird durch einen eingearbeiteten Tunnelzug, eine Knöpfleiste oder einen Gürtel erreicht. Häufig sind aufgesetzte, geräumige Taschen angebracht.
Über das funktionelle Merkmal der spezifischen Form des Anziehens hinaus weisen die einzelnen Ausprägungen jeweils besondere Merkmale auf: 
- Das Schlupfkleid (engl. step-in dress) ist in Art einer Tunika geschnitten und wird in der Taille durch einen Tunnelzug oder einen Gürtel angepasst. Häufig sind ein- oder beidseitig aufgesetzte Taschen in Höhe der Oberschenkel. Historische Formen des Schlupfkleides sind die Cotte und die ursprüngliche Form der Capa.
- Der Schlupfrock (engl. drawstring skirt) wird am Bund meist durch einen Tunnelzug angepasst.
- Die Schlupfhose (engl. sweatpants, pull-on pants) ist eine knöchellange Hose, die im Unterschied zur Jogginghose kein in die Fußöffnung eingearbeitetes Zugband besitzt. Aufgesetzte Taschen in Höhe der Oberschenkel.
- Das Schlupfhemd (engl. overshirt) ist ein meist weites, langärmeliges Hemd mit Kragen und Bündchen an den Ärmelöffnungen, das am Hals durch eine kurze, nicht durchgehende Knopfleiste geschlossen wird. Meist hat es eine aufgesetzte Brusttasche.

Während des Zweiten Weltkriegs bemühten sich die Regierungen in den USA und Großbritannien um ressourcensparende Kleidungsproduktion, insbesondere in der Damenmode wurden daher einfache, materialsparende Schnitte propagiert. Der so geschaffene Trend beeinflusste auch die Mode nach dem Krieg. So war beispielsweise das von der amerikanischen Designerin Claire McCardell 1942 entworfene Wickel-Schlupfkleid, Popover-Dress genannt, 20 Jahre lang auf dem Markt erfolgreich.